# پولیکلیتوس

دوریفوروس، اثر پولیکلیتوس، نمونه‌ای اولیه از شیوه کنتراپستو (ایستایی تقابلی) کلاسیک.

پولیکلیتوس (یونانی باستان: Πολύκλειτος؛ بهانگلیسی:Polykleitos؛ زاده ۴۵۰ ق. م - در گذشت ۱ ژانویه ۵۰۰ ق. م) یک مجسمه‌ساز اهل یونان باستان در قرن ۵ قبل از میلاد بود. در مواردی که لازم است او را از پسرش که همین نام را داشت و معماری بزرگ اما مجسمه‌سازی جزئی بود بازشناسایی شود به نام «پولیکلیتوس بزرگتر» خوانده می‌شود. مجسمه‌های او از جنس برنز بودند.

## نگارخانه

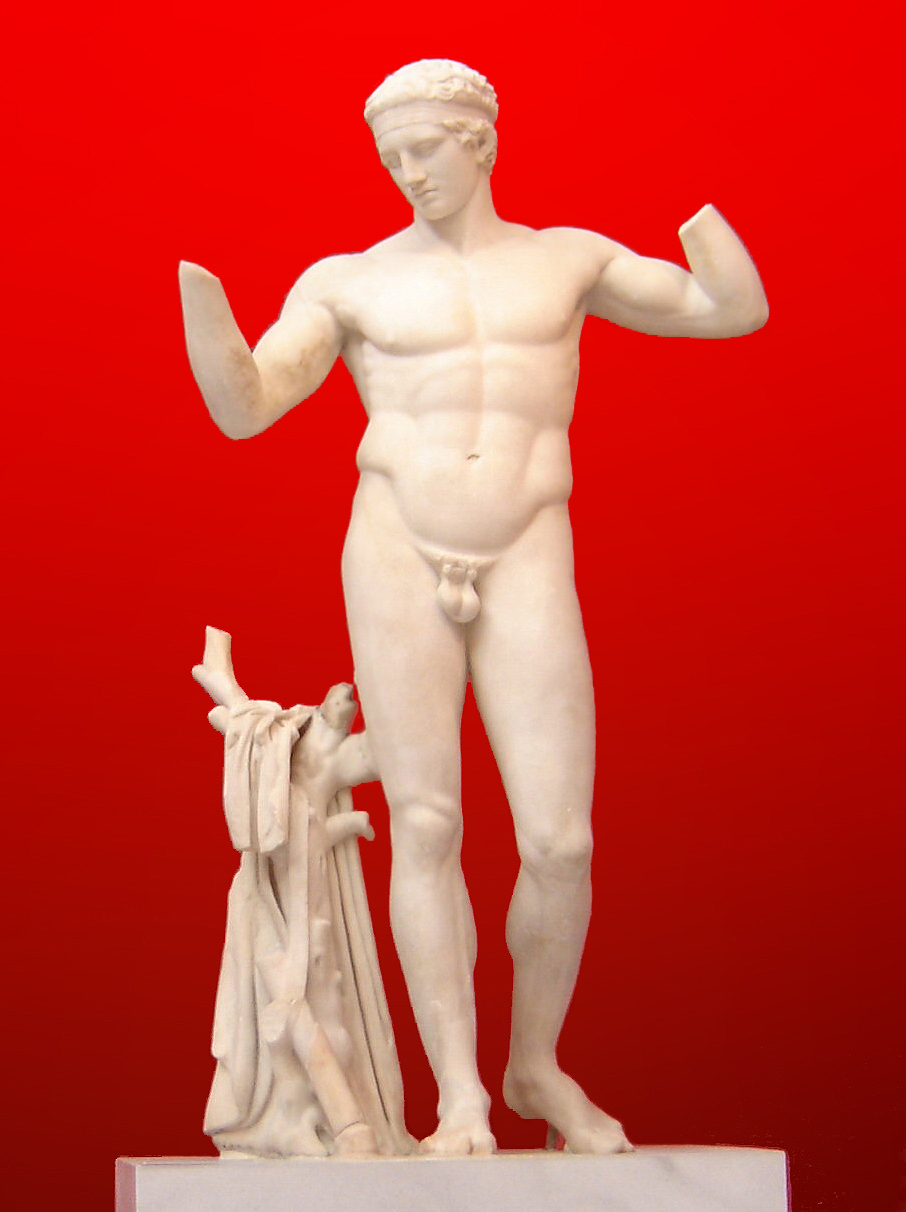
دیادامنوس ، نسخه مرمرین رومی، موزه باستان‌شناسی ملی آتن.
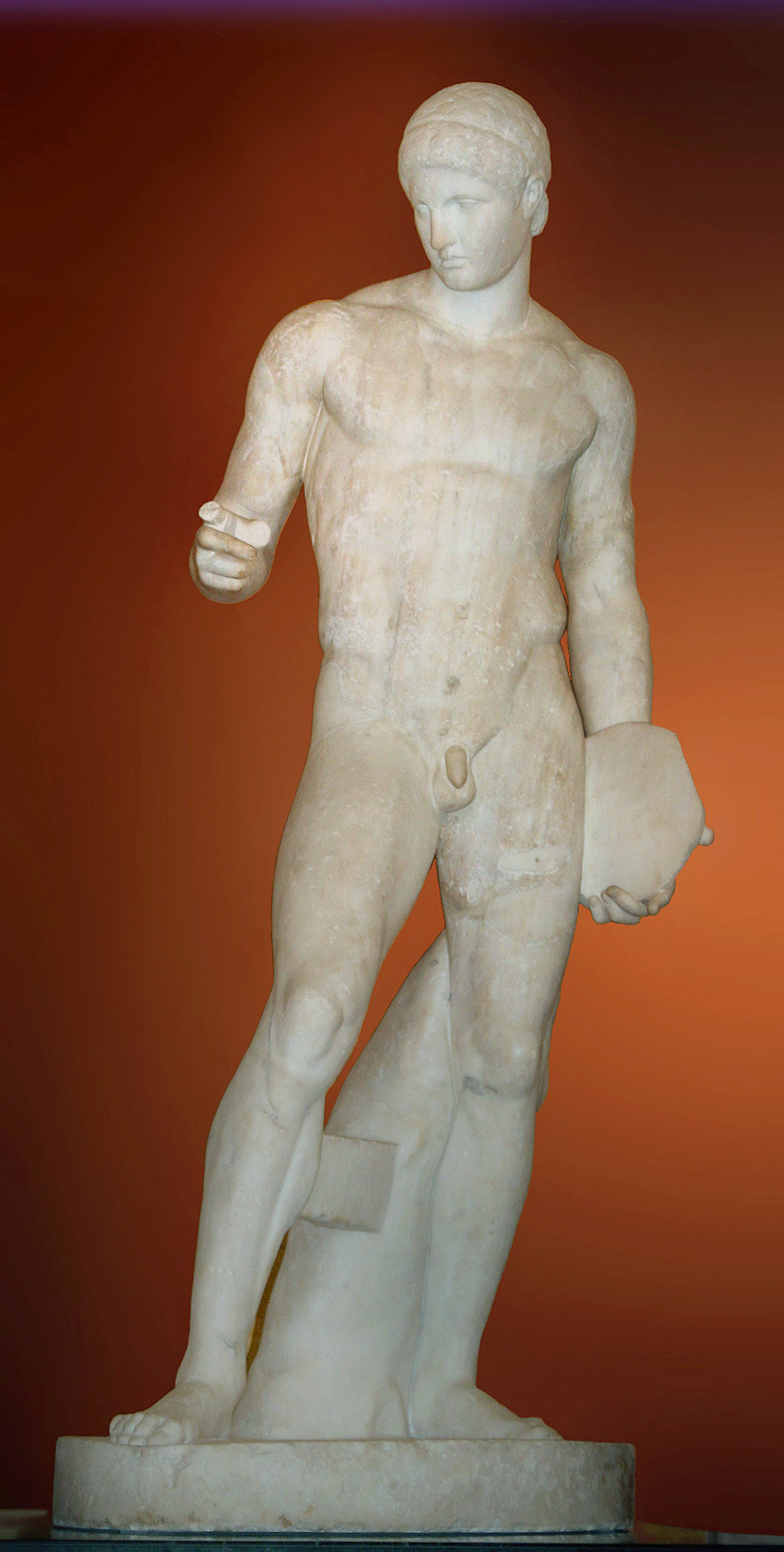
دیسکوفوروس، موزه بریتانیا.
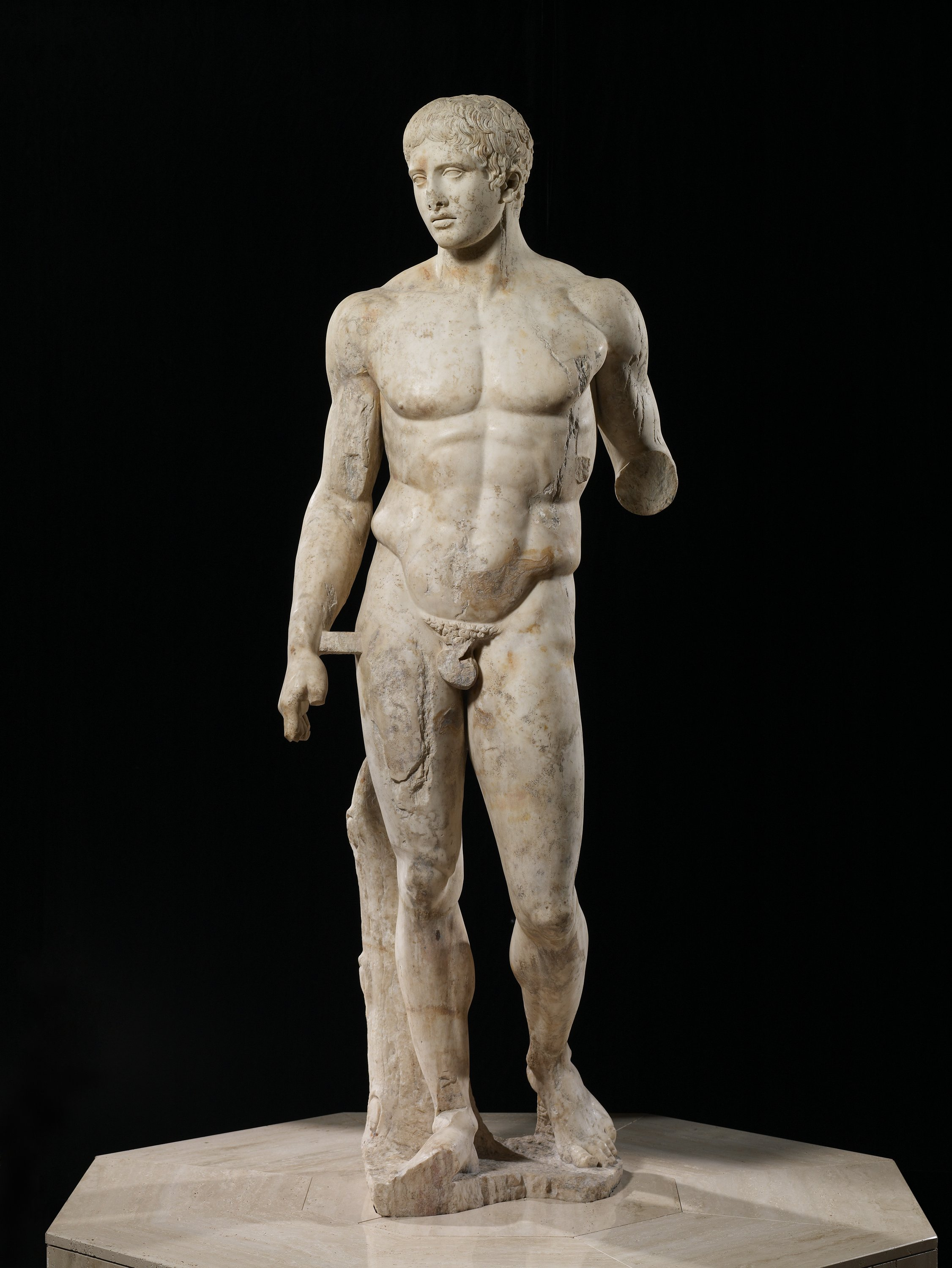
دوریفوروس، موسسه هنری مینیاپولیس.